# Euphylidorea nigrogeniculata
Euphylidorea nigrogeniculata är en tvåvingeart som först beskrevs av Alexander 1926.  Euphylidorea nigrogeniculata ingår i släktet Euphylidorea och familjen småharkrankar. Inga underarter finns listade i Catalogue of Life.